# T-GROOVE
T-GROOVE（ティ・グルーヴ／ティー・グルーヴ、1982年12月3日 - ）は、東京を拠点に活動するリミキサー、作曲家、編曲家、音楽プロデューサー。青森県八戸市出身。

## 略歴
2015年1月10日にトム・グライド feat. シャイラ・ヴォーン『Soul Life（T-Groove Philly Soul Mix）』でリミキサーとしてイギリスでデビューし、日本人として初めてUKソウル・チャート1位を獲得。2017年に日本とフランスで同時発売されたアルバム『Move Your Body』と2018年発売の『Get On The Floor』はいずれも国内外でベストセラーを記録。日本でもCHEMISTRY、フィロソフィーのダンス、ヒプノシスマイク、ケイコ・リーなどを手がける。ディスコ研究家として70年代から80年代初頭のダンス・ミュージックの普及に取り組んでいる。

## ディスコグラフィ
2017年
- 「Move Your Body」[2]
- 「Nu Soul Nation」T-Groove & Two Jazz Project名義[2]
- 「V.A / Diamonds T-Groove Works Vol. 1」編集盤[2]

2018年
- 「Get On The Floor」[2]

2019年
- 「Cosmic Crush: T-Groove Alternate Mixes Vol.1」編集盤[2]
- 「Golden Bridge」Golden Bridge名義[2]

2020年
- 「V.A. / Double Platinum T-Groove Works Vol. 2」編集盤[2]

2022年
- 「Lady Champagne」T-Groove & George Kano Experience名義[2]